# Loïc Vliegen
Loïc Vliegen (Rocourt, 20 de dezembro de 1993) é um ciclista profissional belga que atualmente corre para a equipa belga Intermarché-Wanty-Gobert Matériaux.

## Trajectória
Finalizou a temporada de 2014 em qualidade de stagiaire (aprendiz a prova) na equipa ProTeam BMC Racing, devido a seus bons resultados em sua equipa filial, onde conseguiu segundos lugares no Troféu Internacional Jong Maar Moedig e na Flecha das Ardenas.
Deu o salto definitivo ao BMC Racing Team a 1 de julho de 2015, por uma parte por seus muito bons resultados em corridas de menor categoria e para suprir as baixas de alguns corredores lesionados da equipa. No 2015, ganhou a Flecha das Ardenas e etapas no Tour de Bretanha, a Corrida da Paz sub-23 e o Tour de Saboia. Face à temporada de 2019 assinou com o Wanty-Groupe Gobert por 2 anos.

## Palmarés
2014 (como amador)
- Tríptico das Ardenas, mais 1 etapa

2015 (como amador)
- - 1 etapa do Tour de Bretanha
- Flecha das Ardenas
  - 1 etapa da Corrida da Paz sub-23
  - 1 etapa do Tour de Saboia

- 2019
- Tour de Valônia, mais 1 etapa

- 2020
- Tour de Doubs

## Resultados em Grandes Voltas e Campeonatos do Mundo
Durante sua corrida desportiva tem conseguido os seguintes postos nas Grandes Voltas:
| Corrida            | Corrida            | 2015 | 2016 | 2017  | 2018 | 2019 | 2020 | 2021  |
| ------------------ | ------------------ | ---- | ---- | ----- | ---- | ---- | ---- | ----- |
|                    | Giro d'Italia      | —    | —    | —     | Ab.  | —    | —    | —     |
|                    | Tour de France     | —    | —    | —     | —    | —    | —    | F. c. |
|                    | Volta a Espanha    | —    | —    | 112.º | —    | —    | —    | —     |
| Mundial em Estrada | Mundial em Estrada | —    | —    | —     | —    | —    | 40.º | —     |

—: não participa

Ab.: abandono

F. c.: fora de controle